# R.B. Freeman
Richard Broke Freeman (1 de abril de 1915 - 1 de setembro de 1986) foi um zoólogo, historiador da zoologia, bibliógrafo de história natural e colecionador de livros. Conhecido profissionalmente como RB Freeman, ele compilou obras de referência abrangentes sobre Charles Darwin e sobre PH Gosse. Ele era “um estudioso meticuloso” e um “bibliógrafo brilhante” que mostrava “uma modéstia genuína sobre sua grande erudição”. "Há rumores sombrios entre os livreiros antiquários de que RB Freeman uma vez perdeu uma segunda edição de 1859 completamente não registrada e absurdamente rara da primeira edição de A Origem das Espécies ", escreveu um crítico no Times Literary Supplement, "mas isso também é dito ser o único erro que cometeu durante toda uma vida de erudição persistente e trabalho de detetive imaginativo em bibliotecas, livrarias, salões de venda, sótãos de casas de campo e baús das tias-avós de grandes homens."

## Obras selecionadas

### Artigos
- ”Propriedades de venenos usados no controle de roedores”, em D. Chitty (editor), Controle de ratos e camundongos, vol. 1 (Oxford: Clarendon, 1954), pp. 25–146
- Notas sobre Robert E. Grant, MD e sobre o Departamento de Zoologia e Anatomia Comparada, University College London (Produzido pelo Departamento, 1964)
- "Charles Darwin nas rotas dos machos das abelhas humildes", Boletim do Museu Britânico (História Natural), Série Histórica, vol. 3, nº 6 (maio de 1968), pp. 179–189 [6]
- ”Livros de história natural para crianças antes da Rainha Vitória”, Boletim da Sociedade de História da Educação nºs 17–18 (primavera, agosto de 1976), 7–21; 6–34

### Livros
- The Works of Charles Darwin: An Annotated Bibliographical Handlist (Londres: Dawson, 1965) (Segunda edição: 1977)
- Classification of the Animal Kingdom: An Illustrated guide (Londres: English Universities Press, 1972)
- Charles Darwin: A Companion (Londres: Dawson, 1978)
- British Natural History Books 1495–1900: A Handlist (Londres: Dawson, 1980)
- Philip Henry Gosse: A Bibliography, com Douglas Wertheimer (Londres: Dawson, 1980)
- Darwin Pedigrees (Londres: RB Freeman, 1984) [7]
- The Works of Charles Darwin, editado por Paul H. Barrett e RB Freeman ( New York University Press, 1987–9), vols. 1–10